# Aptyxis
Aptyxis is een geslacht van weekdieren uit de klasse van de Gastropoda (slakken).

## Soorten
- Aptyxis boettgeri  (Maltzan, 1884)
- Aptyxis syracusana (Linnaeus, 1758)

Niet geaccepteerde soort:
- Aptyxis luteopicta (Dall, 1877) → Hesperaptyxis luteopictus (Dall, 1877)